# 伊藤五郎

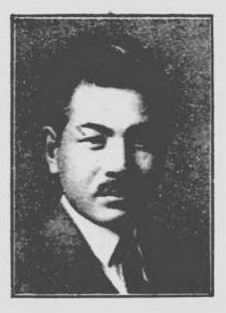
伊藤五郎

伊藤 五郎（いとう ごろう、1902年〈明治35年〉2月28日 - 1992年〈平成4年〉6月4日）は、日本の弁護士、政治家。参議院議員（2期）、衆議院議員（3期）。

## 経歴
山形県北村山郡常盤村（尾花沢町を経て現尾花沢市）出身。1928年中央大学法学部卒。弁護士となり、1936年横浜弁護士会副会長に就任。翌1937年の第20回衆議院議員総選挙で山形2区（当時）から立憲民政党公認で立候補して当選する。次の1942年の第21回衆議院議員総選挙（いわゆる翼賛選挙）では翼賛政治体制協議会の推薦を受けて当選した。大麻唯男国務大臣秘書官、鈴木貫太郎内閣文部参与官を歴任。戦後、推薦議員のため公職追放となる。追放解除後の1952年の第25回衆議院議員総選挙で山形2区から改進党公認で立候補して以降落選続きで（1955年の保守合同以後は自由民主党）、1960年の第29回衆議院議員総選挙で再選された。
1963年に外務政務次官に就任したが、同年の第30回衆議院議員総選挙で落選。1965年の第7回参議院議員通常選挙で自由民主党公認で山形県から立候補して初当選。2期務めた。この間、参議院外務委員長、参議院沖縄及び北方問題に関する特別委員長などを務めた。他に自民党代議士会副会長、全国組織副委員長、山形県連会長、国民運動副本部長、大蔵常任委員会理事、金融及び証券小委員長、裁判官弾劾裁判所第一代理裁判長、山形育英会常任理事、中央大学評議会評議員、安達峰一郎記念館常任理事などを務めた。
笹川良一からは毎回相談役を頼まれ、田中角栄には「あなたのおかげで大臣になれたと感謝の辞を述べられた」、三木武夫とは大学時代に弁論部で出会ってからの親友、賀川豊彦の追っかけをしたと自身の著書にも記している。
1977年の第11回参議院議員通常選挙には立候補しなかったが、2年後の1979年の第35回衆議院議員総選挙で再び山形2区から立候補したが落選した。生前、勲二等授与を内示されるが辞退している。
1992年6月4日、死去した。90歳没。同月19日、特旨を以て位三級を追陞され、死没日をもって正五位から従三位勲二等に叙され、旭日重光章を追贈された。

## 著作
- 『人生哲学』陽光書房、1958年。
- 『苦学生 : 試験苦・生活苦・恋愛苦を克服せよ!!伊藤五郎の経験と人生観』陽光書房、1958年。
- 『苦学生 : 笑って風雨の中に立つ石榴の精神』続、光和出版社、1959年。
- 『可能性への挑戦 : 希望の灯をかかげて』光和出版社、1966年。
- 『ある政治家の手記 : 激流に生きるひとりの人間像』光和出版社、1967年。
- 『魂 : 濁世になげく 私の国会四十年の歩みいまこそ政界革新の秋』光和出版社、1977年。